# Valentinianische Dynastie
Die Valentinianische Dynastie war eine römische Herrscherdynastie, die von Valentinian I. im Jahr 364 begründet wurde. Im Westen ging sie mit Valentinian II. unter, im Osten bereits mit Valens.
Die Dynastie wurde von der theodosianischen Dynastie beerbt (im Osten nach dem Tod des Valens, im Westen nach dem Tod Valentinians II.). Der Begründer der theodosianischen Dynastie, Theodosius I., war in zweiter Ehe mit Galla, einer Tochter Valentinians I., verheiratet. Aus dieser Ehe ging eine Tochter namens Galla Placidia hervor. Insbesondere in der angelsächsischen Forschung werden daher teils auch beide Familien zur valentinianisch-theodosianischen Dynastie zusammengefasst. So war Kaiser Valentinian III., der Sohn der Galla Placidia, nicht nur der Enkel von Theodosius I., sondern auch der Urenkel von Valentinian I.
Über Constantia, die Tochter Constantius’ II. und Frau Gratians, war die Familie außerdem mit der konstantinischen Dynastie verbunden, die ihr voranging.

## Kaiser der valentinianischen Dynastie
- Valentinian I., im Westen (364–375)
- Valens, im Osten (364–378)
- Gratian, im Westen (375–383; Mitkaiser seit 367)
- Valentinian II., im Westen (375–392)